# M8装甲車
M8軽装甲車（英: M8 Light Armored Car）は、第二次世界大戦時にアメリカ陸軍が運用した汎用装輪装甲車である。開発・生産はフォード・モーター社が行った。1943年に生産が開始され、1945年の生産終了までに約8,600両が生産された。
試作時の名称はT22装甲車。また、イギリス軍によってグレイハウンド（Greyhound）の愛称が付けられているが、イギリス軍はグレイハウンド装甲車は軽すぎて対地雷防御能力が低すぎると判断し、レンドリース法による本格的な導入は見送っている。
本車は制式採用時に、既に搭載武器が時代遅れになっていたという経緯にもかかわらず、大戦後も広く使用され、2000年代になっても一部の国では現役であった。

## 概要
1941年にアメリカ軍の軍需部門は、37mm砲を装備した新型の高速対戦車車両の開発を計画した。この車両は、ダッジ WCやジープの車体後部にM3 37mm砲を搭載した対戦車車両の後継とする事が考えられており、3軸6輪の装甲車体に37mm砲と同軸機銃を搭載した砲塔を装備し、前面装甲は12.7mm弾に対抗、側面の装甲は7.62mm弾に対抗可能という要求仕様であった。
この要求に対し、スチュードベーカー製のT21、フォード製のT22、クライスラー製のT23の3種類のよく似た試作車両が開発され、1942年4月にフォード製のT22が制式採用されてM8装甲車と命名された。制式採用された時点で既に、ドイツ軍の戦車に対して37mm砲では能力不足である事が明らかであったため、本来予定されていた戦車駆逐大隊での対戦車用途ではなく、偵察戦闘車として運用される事となった。
M8装甲車は3軸6輪の装輪装甲車で、車体前上部にオープントップ式の旋回砲塔を搭載、ここに37mm砲を装備している。砲塔上には更に、ピントルマウントまたはリングマウントを介して12.7mm重機関銃M2を搭載可能である。全長5mほどの小型の車体であり、装輪式のため平地や路上での高速移動が可能であることから、主に偵察などに使用された。ドイツ陸軍の装甲車と比べるとシンプルで生産性・整備性に優れたが、最低地上高が低いこともあり、路外踏破性能はそれほど高くなかった。

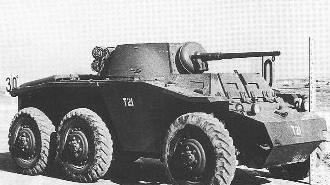
試作型T21 （スチュードベーカー）
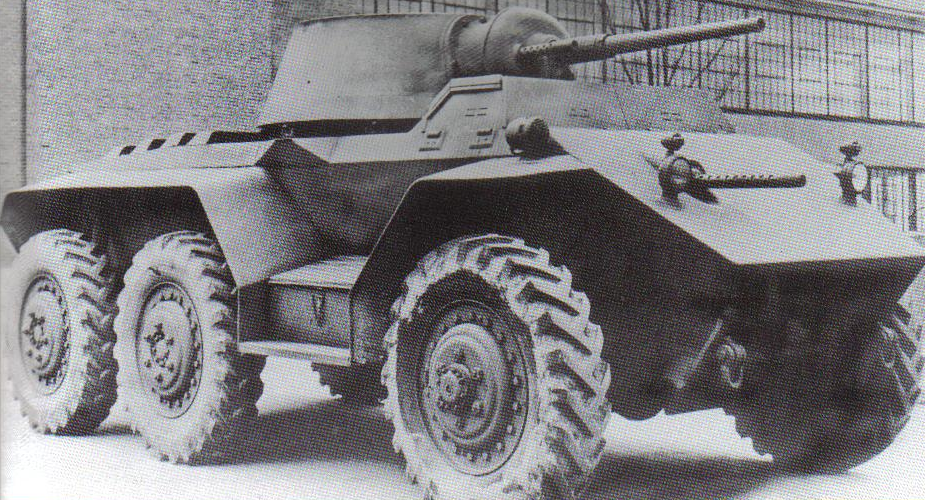
試作型T22 （フォード）
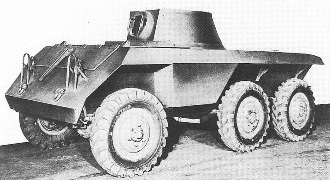
試作型T23 （クライスラー）

## 形式・派生型

### 基本形式

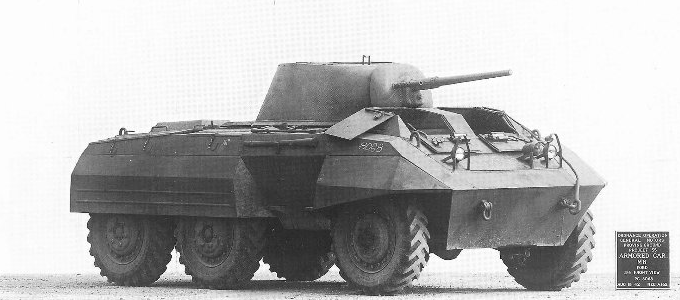
T22E2

T22
最初の試作型。
T22E1
2軸4輪とした試作型。
T22E2
試作車の改良型で、M8装甲車として採用されたものとほぼ同じ状態の車両。
M8
制式採用された主生産型。
M8E1
M8のサスペンション改良型。1943年に2両試作された。
- T22E2

### 主要派生型
M20装甲車
M8の砲塔を撤去し兵員室を設けた車両。M8と共に使用された。
T69対空自走砲（T69 MGMC）
M8に4連装12.7mm重機関銃M2を装備した動力旋回式の銃塔を装備した車両。M3ハーフトラックのバリエーションであるM16対空自走砲に比べて総合的に劣ると判断され、試作に終わった。

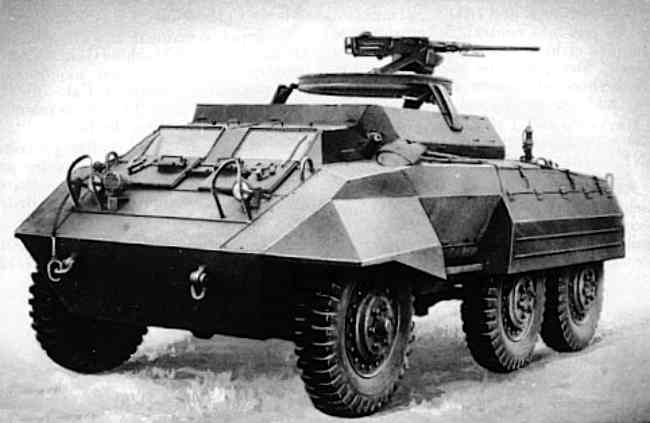
M20汎用装甲車
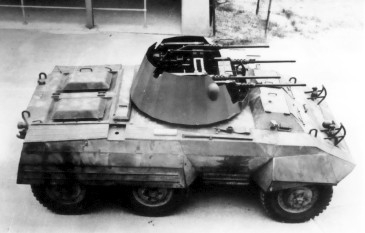
T69 MGMC 対空自走砲

### 海外の派生型
M8 Escarabajo
コロンビア軍で運用されたM8装甲車には"Escarabajo"（甲虫の意）のニックネームが付けられ、暴徒鎮圧用の改造車両、M45対空機関銃架を搭載した車両などが運用された。
M8 TOW
37mm砲を撤去したM8装甲車の砲塔上にBGM-71 TOW対戦車ミサイルランチャーを搭載した車両。アメリカの企業"Napco"によって改修が行われ、コロンビア軍で採用された。
Sonderwagen M8
1951年に設立されたドイツ連邦国境警備隊の警察装甲車として使用された車両で、M8装甲車の砲塔から37mm砲を撤去し、その位置にMG42機関銃を搭載している。1953年からは州警察の機動隊でも使用された。1957年頃から、一部の車両は砲塔上部にイスパノ・スイザ HS.404 20mm機関砲を搭載する改造を施された。この機関砲は元のM8に装備されていたようなリングマウントではなく、砲塔内部前方にピントルマウントで保持されていた。これらのM8は1960年代にスイス・モワク社製のヴォータン装甲車に更新された。

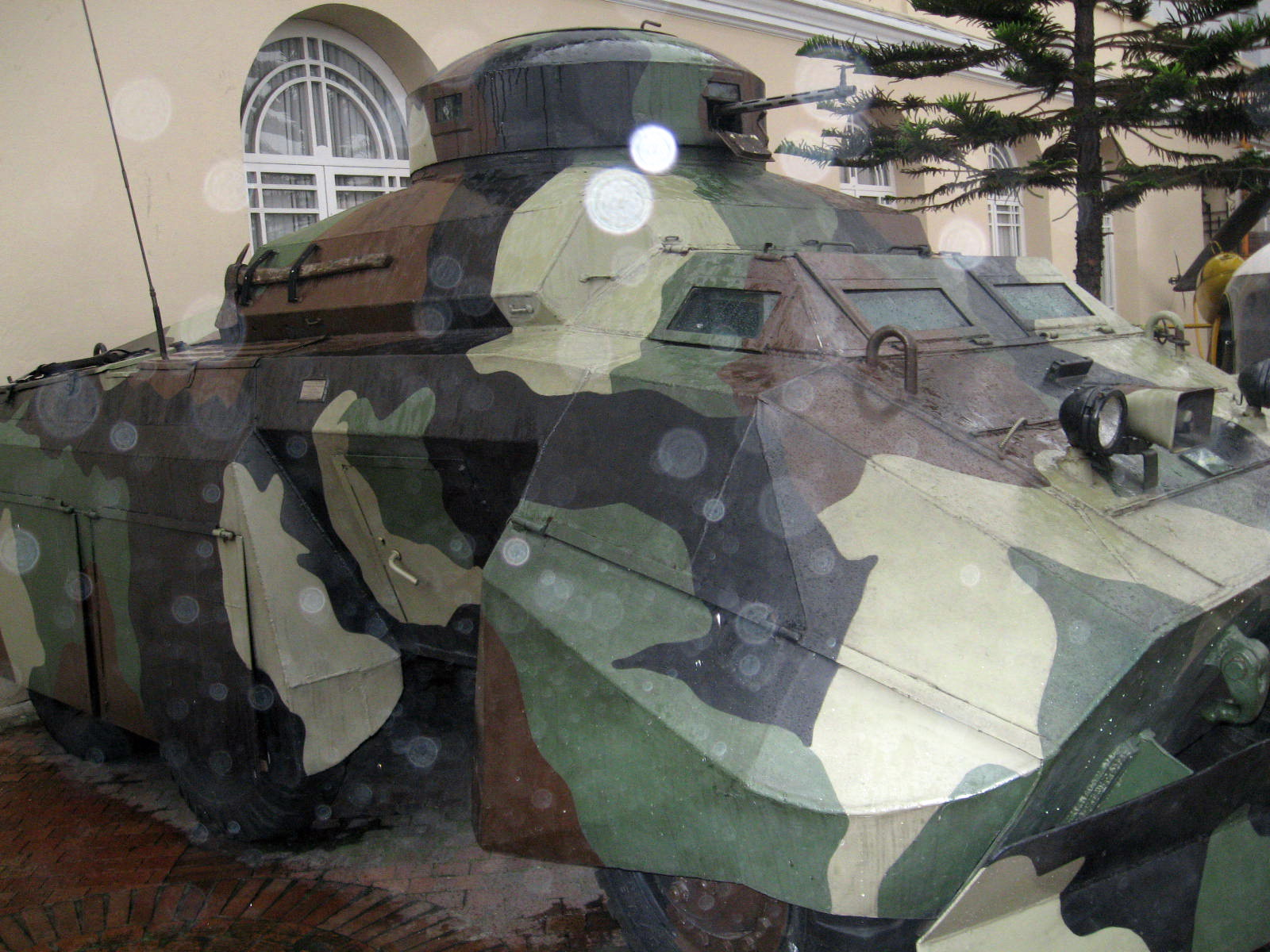
コロンビア軍の暴徒鎮圧用改造車両
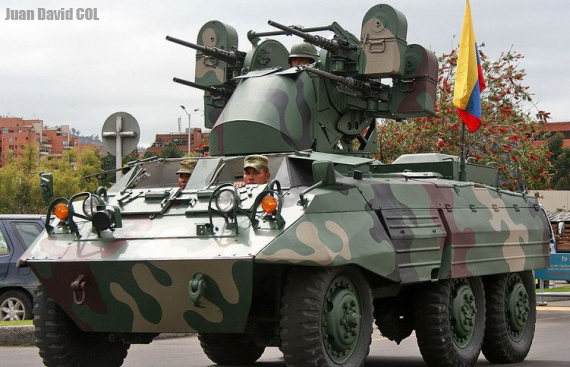
コロンビア軍のM45対空機関銃架搭載型
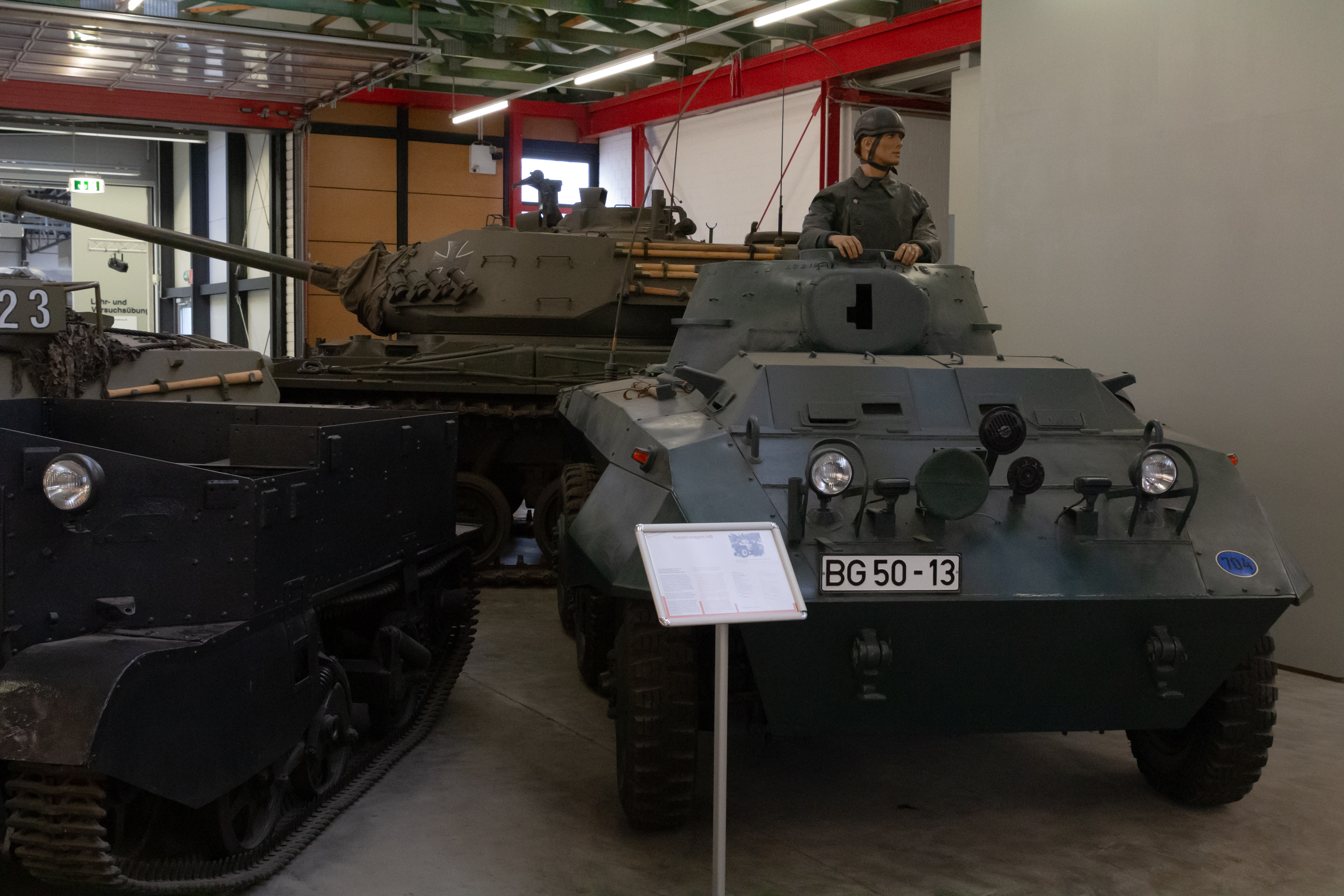
ムンスター戦車博物館のSonderwagen M8

## 運用国

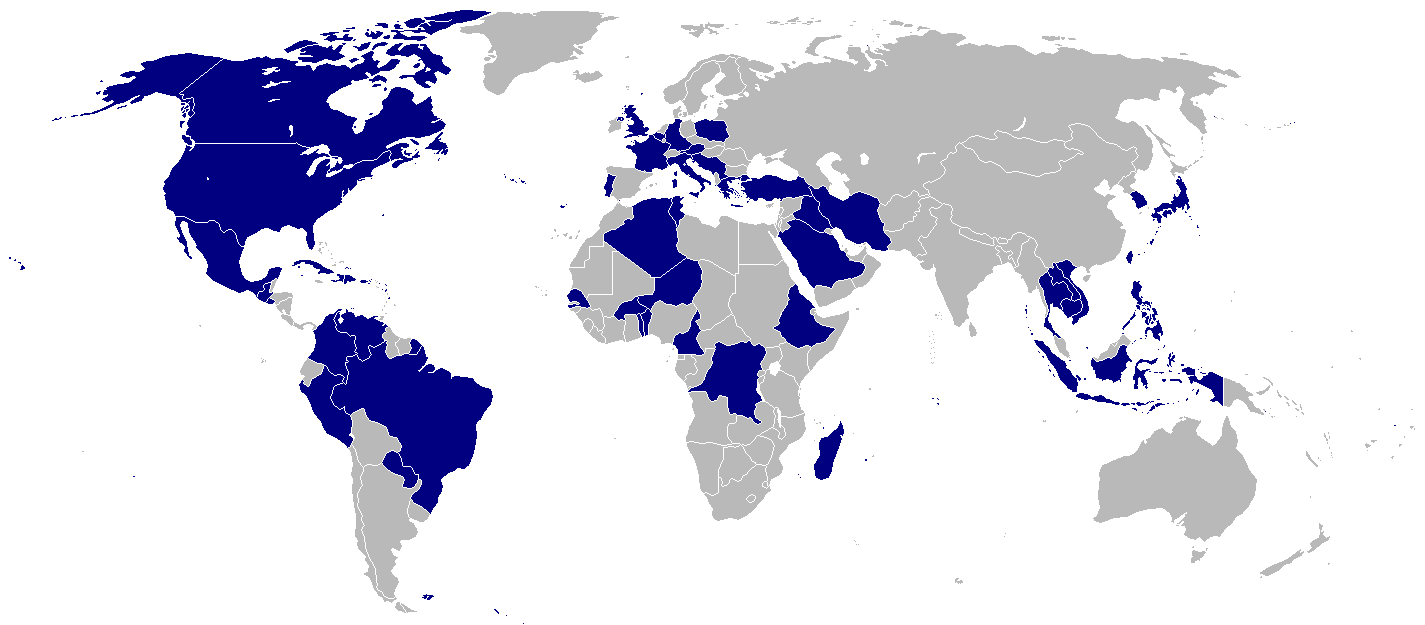
M8装甲車 運用国

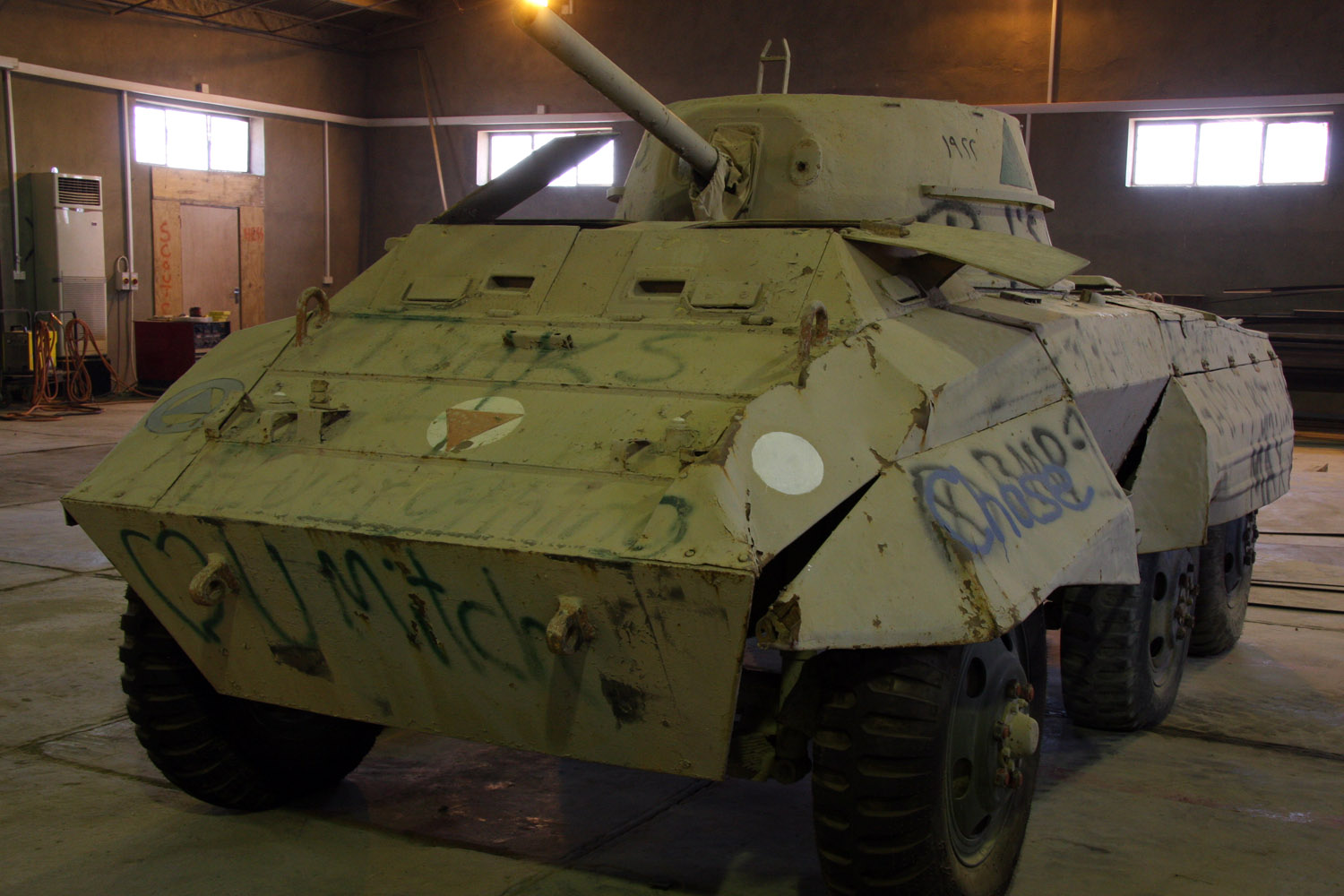
イラク戦争時、バグダッド近郊でアメリカ軍に発見されたM8装甲車

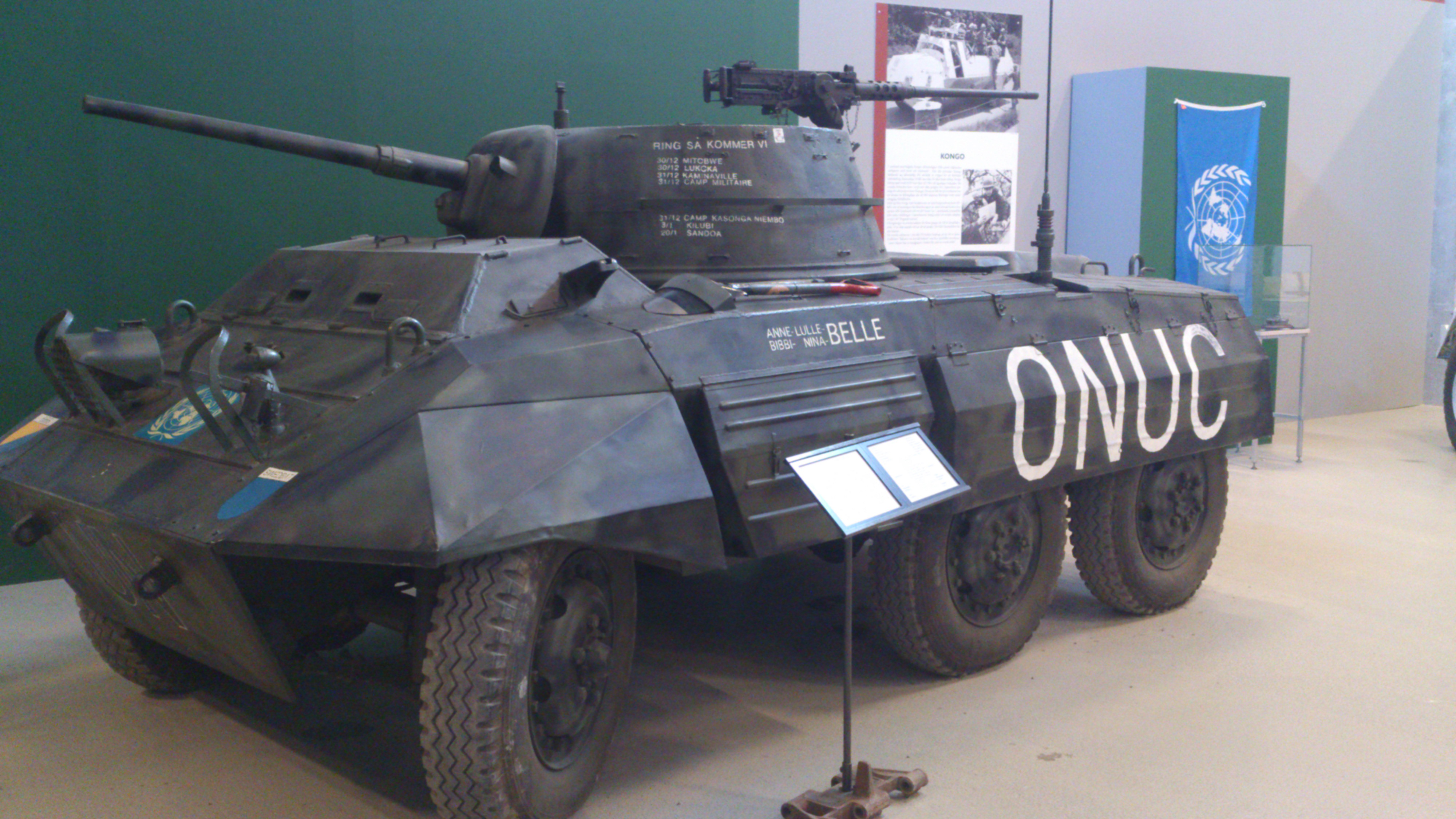
国連部隊がコンゴで運用したM8装甲車

- アルジェリア
- オーストリア
- ベルギー
- コンゴ共和国
- ベナン
- ブラジル
- ブルキナファソ
- カンボジア
- カメルーン
- カナダ
- コロンビア
- コンゴ民主共和国
- キューバ
- エルサルバドル
- エチオピア
- フランス
- 西ドイツ
- ナチス・ドイツ
鹵獲車両を運用。
- ギリシャ
- グアテマラ
- ハイチ
- イタリア
- インドネシア[8]
- イラン
- イラク
- ジャマイカ
- 日本
戦後、アメリカから供与され陸上自衛隊で使用。
- カタンガ国
コンゴ動乱中に国連派遣部隊から鹵獲して使用。一部の車両は砲塔を拡大し、機関銃を増設するなどの改造を施された[9][10]
- ラオス
- マダガスカル - 2023年時点で、マダガスカル陸軍が8両のM8を保有している[11]。
- メキシコ
- モロッコ
- 北ベトナム
- ニジェール
- ノルウェー
- パラグアイ
- ペルー
- フィリピン
- ポーランド
- ポルトガル
- サウジアラビア
- セネガル
- 韓国
- 南ベトナム
- スペイン
- 中華民国
- タイ
- トーゴ
- チュニジア
- トルコ
- イギリス
- 国際連合
コンゴへの派遣部隊で1963年-1964年に運用。
- アメリカ
- ベネズエラ
- ベトナム
- ユーゴスラビア
- ザイール

## 登場作品

### 映画
『アポカリプスZ ～終末の始まり～ 』
スペイン陸軍の車輌として登場。高速道路上に軍が築いたバリケードにて放置されていた。同作ポスターにも写されている。
『ダイ・ハード』
ロサンゼルス市警察SWATの装甲車として、砲塔を撤去した車両が登場。テロリストが立て籠もるナカトミビルに突入しようとするが、階段の段差で立ち往生したところでテロリストからSMAWによる攻撃を受け、破壊されてしまう。
『フューリー』
アメリカ陸軍の装甲偵察車として登場。
『ブルース・ブラザース』
物語の終盤、シカゴ市役所へ向かう主人公達を追うイリノイ州軍の車輛として、M4中戦車やM3半装軌車とともに登場。

### テレビドラマ
『ラット・パトロール』
ドイツアフリカ軍団役として登場。車体にはバルケンクロイツが描き入れられ、ダークイエロー塗装。砲塔にダミーの砲身が付けられて、より大口径砲を搭載しているかのように改造されている。

### 漫画
『パンプキン・シザーズ』
高々機動戦術装甲車「蠍の類型」と形状が酷似している。

### ゲーム
『R.U.S.E.』
アメリカの装甲偵察ユニットとして登場。
『War Thunder』
アメリカと中国の陸軍ツリーに装甲車「M8 LAC」として登場。アメリカツリーのM8はイベント車両で、現在は入手困難。
『トータル・タンク・シミュレーター』
アメリカとイギリスの装甲車「GREY HOUND」として登場。
『バトルフィールド1942 シークレット・ウェポン』
イギリス軍の追加中戦車として登場する。
『バトルフィールドV』
　米軍の追加戦車として登場。